# Брюжки договор
Брюжкият договор е мирен договор между Франция и Англия, подписан през 1375 г. в гр. Брюж, дн. в Белгия. Той довежда до двегодишна пауза във Войната на Шарл, период от Стогодишната война.
Събранието, довело до подписването на договора, е ръководено от папа Григорий IX. При преговорите Франция е представена от Филип II, херцог на Бургундия, а Англия - от Джон Гонт. Примирието е първоначално едногодишно, но по-късно е удължено до 1377 г.